# Enderbite

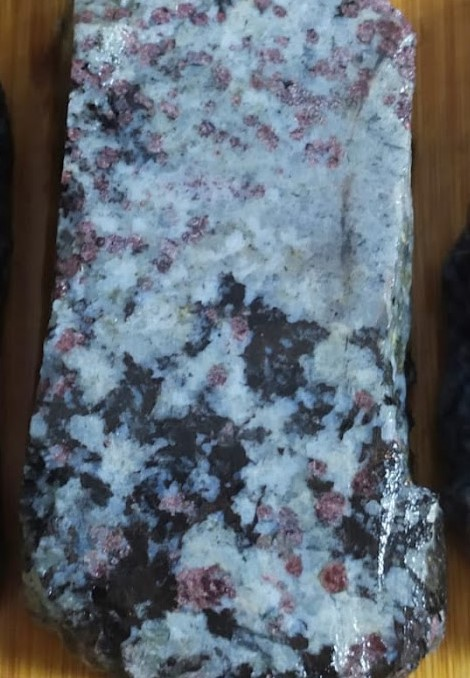
Enderbite en Ukraine.

 (novembre 2020).
L'enderbite est une roche magmatique appartenant à la série des charnockites, constituée essentiellement de quartz, d'antiperthite (ou de perthite), d'orthopyroxène (généralement de l'hypersthène) et de magnétite. On peut la décrire comme une tonalite à orthopyroxène.
L'enderbite doit son nom à sa description dans la terre d'Enderby, en Antarctique.